# Epilobium gemmascens
Epilobium gemmascens är en dunörtsväxtart som beskrevs av C. A. Meyer. Epilobium gemmascens ingår i släktet dunörter, och familjen dunörtsväxter. Inga underarter finns listade i Catalogue of Life.